# Portree
Portree (en gaélique Port Rìgh (gd), le port du Roi) est la plus grande ville de l'île de Skye, dans les Hébrides intérieures écossaises. Elle est située dans le council area des Highlands et dans la région de lieutenance et ancien comté de Ross and Cromarty. De 1975 à 1996, elle était la capitale administrative du district du Skye and Lochalsh, au sein de la région des Highlands. Elle est située à 60 km du pont reliant l'île à la terre, à Loch Aillse, plus au sud. C'est ici que se situe l'unique établissement d'enseignement secondaire de l'île (Portree High School).

## Histoire

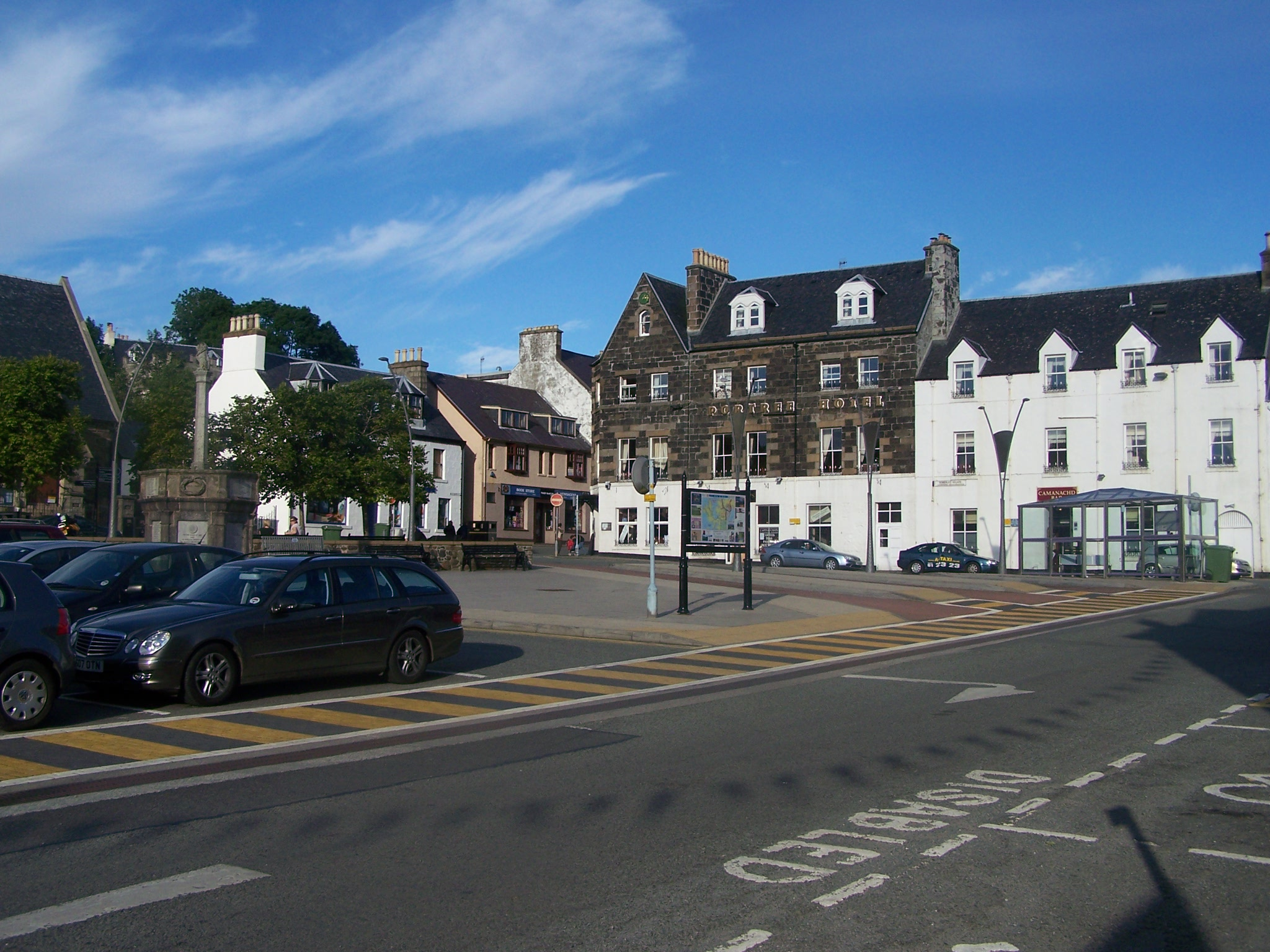
Le centre de Portree.

La ville tient probablement son nom d'une visite de Jacques V d'Écosse en 1540. Cette étymologie n'est cependant pas sans conteste, puisque le roi n'est pas venu en temps de paix. Certains autres suggèrent Port Ruigh.

## Infrastructures
Portree possède un port, bordé de falaises, avec un ponton bâti d'après les plans de Thomas Telford.
Le transport public est limité, même durant la saison estivale, là où les touristes sont les plus nombreux, et les visiteurs prévoyant d'utiliser des bus et des cars pour se déplacer d'un endroit à un autre de l'île doivent souvent planifier leurs déplacements.

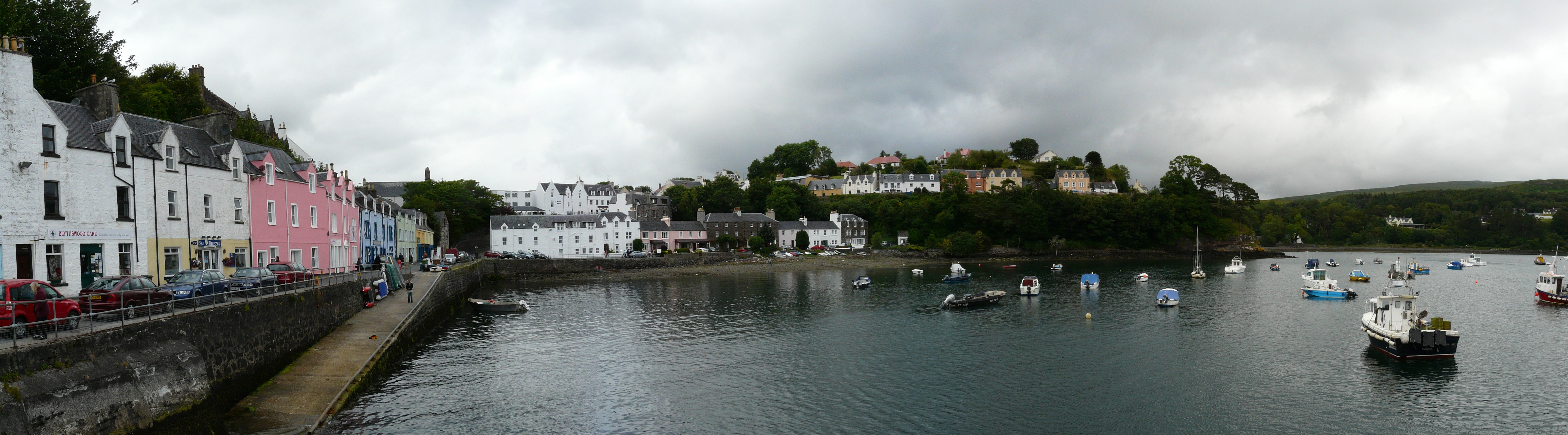
Panorama du port de Portree.

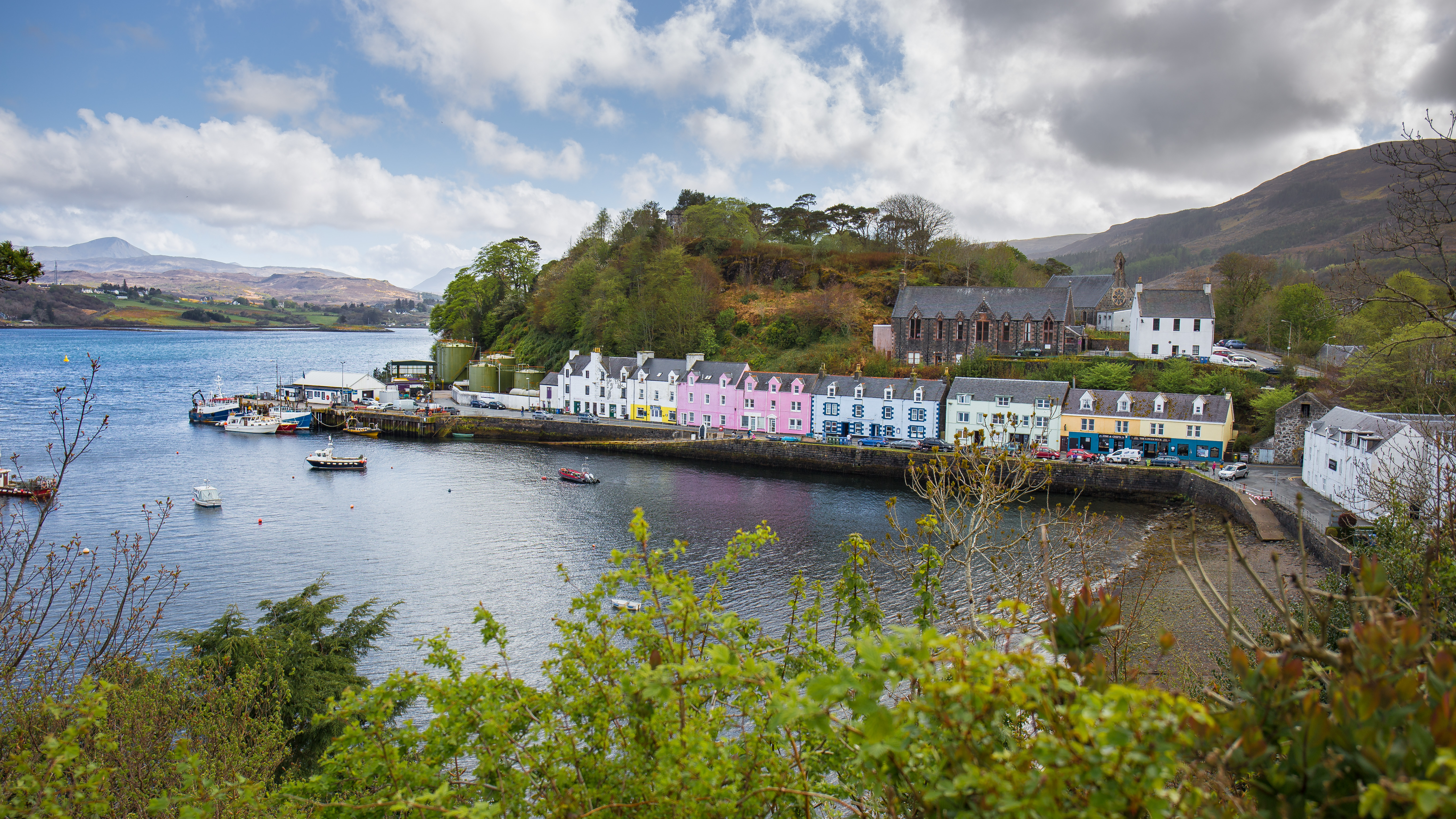
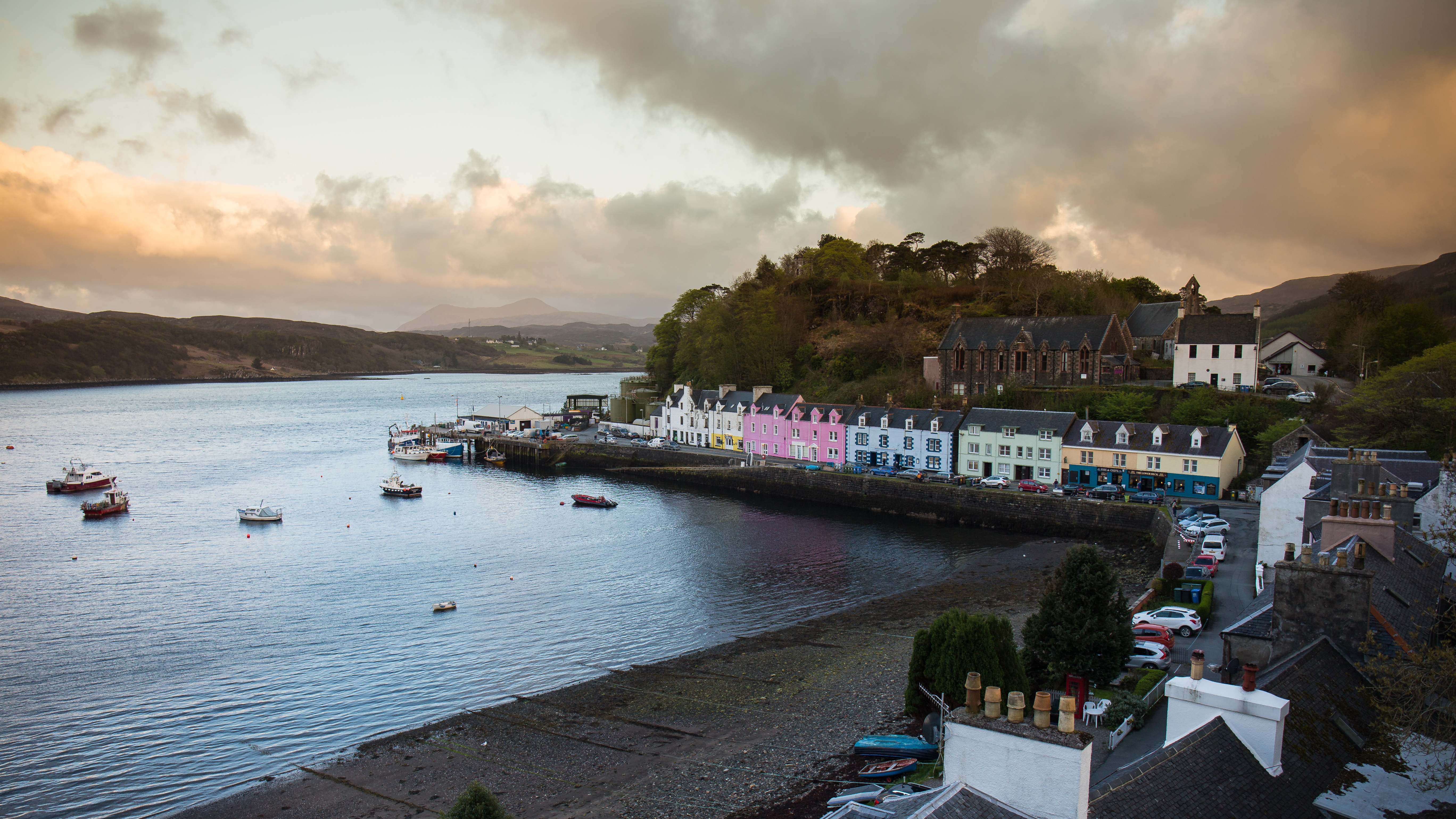
Le port

## Tourisme
Les points d'intérêt, touristiques ou non, de la ville comprennent le Aros Centre et le An Tuireann Arts Centre, tous deux célébrant l'héritage gaélique de l'île. Chaque été, en général au mois d'août, les Highland Games se tiennent sur le Lump, l'éminence boisée surplombant le port. La commune sert aussi de centre stratégique pour les touristes partis pour explorer l'île. Portree possède un centre de navigation de plaisance très apprécié et un camping.

## Faune
Comme le reste de l'île de Skye, Portree connaît et souffre du Highland midge (le « moustique des Highlands », Culicoides impunctatus), un petit insecte vorace, cousin du moustique, qui inflige à ses victimes des piqûres particulièrement prurigineuses.

## Personnalités
- Andrew Lindsay (1977-), champion olympique d'aviron avec le huit en 2000.